# Krasnybór (gromada)
Krasnybór – dawna gromada, czyli najmniejsza jednostka podziału terytorialnego Polskiej Rzeczypospolitej Ludowej w latach 1954–1972.
Gromady, z gromadzkimi radami narodowymi (GRN) jako organami władzy najniższego stopnia na wsi, funkcjonowały od reformy reorganizującej administrację wiejską przeprowadzonej jesienią 1954 do momentu ich zniesienia z dniem 1 stycznia 1973, tym samym wypierając organizację gminną w latach 1954–1972.
Gromadę Krasnybór z siedzibą GRN w Krasnymborze utworzono – jako jedną z 8759 gromad – w powiecie augustowskim w woj. białostockim, na mocy uchwały nr 10/V WRN w Białymstoku z dnia 4 października 1954. W skład jednostki weszły obszary dotychczasowych gromad Krasnybór, Jasionowo, Ściokła, Lebiedzin, Kryłatka, Długie i Balinka ze zniesionej gminy Sztabin w tymże powiecie. Dla gromady ustalono 15 członków gromadzkiej rady narodowej.
31 grudnia 1961 do gromady Krasnybór włączono obszar zniesionej gromady Jastrzębna.
Gromada przetrwała do końca 1972 roku, czyli do kolejnej reformy gminnej.